# Nederlands kampioenschap schaken 1938
Het Nederlands kampioenschap schaken 1938 vond plaats van 2 juli tot en met 12 juli 1938 in Amsterdam. Locatie van het toernooi was het Amsterdamsche Schaakhuis aan de Plantage Franschelaan (tegenwoordig de Henri Polaklaan). Max Euwe werd voor de zesde maal in de geschiedenis Nederlands kampioenschap schaken.

## Geschiedenis
Max Euwe was in 1935 wereldkampioen geworden en had verstek laten gaan op het Nederlands kampioenschap schaken 1936. Salo Landau wist in dat vacuüm te springen en de titel in dat jaar op te eisen. In 1937 moest Euwe de wereldtitel opnieuw aan Alexander Aljechin afstaan, waardoor hij zijn handen weer vrij had. In februari 1938 liet Euwe daarom weten weer deel te nemen aan het Nederlands kampioenschap.
Drie deelnemers kregen een vrijstelling voor het spelen van voorwedstrijden. Naast Euwe en Landau was dat Johannes van den Bosch. De schakers Van Doesburgh, Selman en Van Mindeno waren reeds geplaatst door 1e, 2e en 3e te worden op de wedstrijd tussen onderbondskampioenen van 1937, dat in Hilversum werd gehouden. De overige deelnemers plaatsten zich via voorrondes, die in Amsterdam, Rotterdam en Utrecht werden gehouden.

## Uitslag en kruistabel[3]
Max Euwe was − net als bij vorige kampioenschappen − superieur en wist ongeslagen kampioen te worden. Hij speelde enkele partijen remise. Nicolaas Cortlever was de revelatie van het toernooi, door zich vanuit de voorrondes te kwalificeren en tweede te worden. Hij wist te winnen van regerend kampioen Landau.
| #  | Naam                   | Score | 1  | 2  | 3  | 4  | 5  | 6  | 7  | 8  | 9  | 10 | 11 | 12 |
| -- | ---------------------- | ----- | -- | -- | -- | -- | -- | -- | -- | -- | -- | -- | -- | -- |
| 1  | Max Euwe               | 9     | -- | 1  | ½  | 1  | 1  | ½  | ½  | ½  | 1  | 1  | 1  | 1  |
| 2  | Nicolaas Cortlever     | 8     | 0  | -- | ½  | 1  | 1  | 1  | 0  | 1  | 1  | ½  | 1  | 1  |
| 3  | Johannes van den Bosch | 7½    | ½  | ½  | -- | ½  | ½  | 1  | 1  | 1  | 1  | 1  | 0  | ½  |
| 4  | Adriaan de Groot       | 6½    | 0  | 0  | ½  | -- | ½  | 1  | ½  | ½  | 1  | 1  | ½  | 1  |
| 5  | Salo Landau            | 6     | 0  | 0  | ½  | ½  | -- | ½  | 1  | 1  | ½  | 0  | 1  | 1  |
| 6  | Theo van Scheltinga    | 6     | ½  | 0  | 0  | 0  | ½  | -- | ½  | 1  | 1  | ½  | 1  | 1  |
| 7  | Emile Mulder           | 5½    | ½  | 1  | 0  | ½  | 0  | ½  | -- | 0  | 1  | 1  | 1  | 0  |
| 8  | Lodewijk Prins         | 5     | ½  | 0  | 0  | ½  | 0  | 0  | 1  | -- | 1  | 1  | 1  | 0  |
| 9  | Gerrit van Doesburgh   | 3½    | 0  | 0  | 0  | 0  | ½  | 0  | 0  | 0  | -- | 1  | 1  | 1  |
| 10 | Johannes Fontein       | 3     | 0  | ½  | 0  | 0  | 1  | ½  | 0  | 0  | 0  | -- | ½  | ½  |
| 11 | Siegfried van Mindeno  | 3     | 0  | 0  | 1  | ½  | 0  | 0  | 0  | 0  | 0  | ½  | -- | 1  |
| 12 | Jacob Muilwijk         | 3     | 0  | 0  | ½  | 0  | 0  | 0  | 1  | 1  | 0  | ½  | 0  | -- |

1909 · 1912 · 1913 · 1919 · 1921 · 1924 · 1926 · 1929 · 1933 · 1936 · 1938 · 1939 · 1942 · 1948 · 1950 · 1952 · 1954 · 1955 · 1957 · 1958 · 1961 · 1963 · 1965 · 1967 · 1969 · 1970 · 1971 · 1972 · 1973 · 1974 · 1975 · 1976 · 1977 · 1978 · 1979 · 1980 · 1981 · 1982 · 1983 · 1984 · 1985 · 1986 · 1987 · 1988 · 1989 · 1990 · 1991 · 1992 · 1993 · 1994 · 1995 · 1996 · 1997 · 1998 · 1999 · 2000 · 2001 · 2002 · 2003 · 2004 · 2005 · 2006 · 2007 · 2008 · 2009 · 2010 · 2011 · 2012 · 2013 · 2014 · 2015 · 2016 · 2017 · 2018 · 2019 · 2021 · 2022 · 2023 · 2024